# Johann Sperl (Maler)

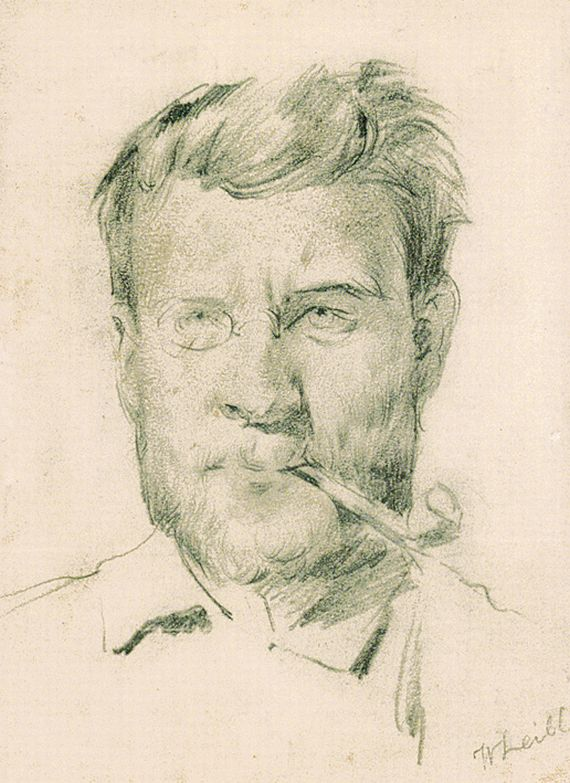
Johann Sperl, gezeichnet von Wilhelm Leibl

Johann Sperl (geb. Johann Spörl; * 3. November 1840 in Buch, heute zu Nürnberg; † 29. Juli 1914 in Bad Aibling, Oberbayern) war ein deutscher Maler.

## Leben

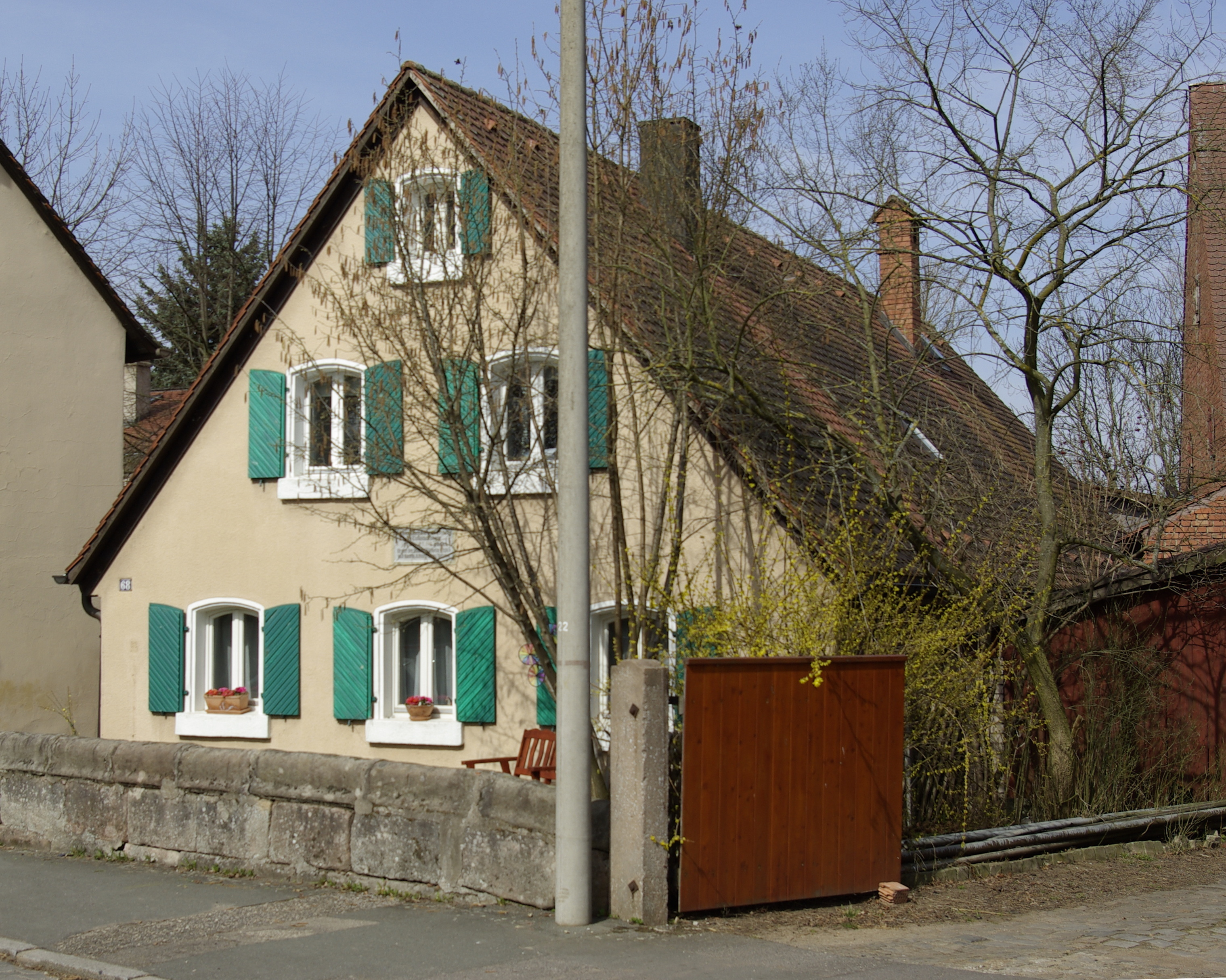
Geburtshaus von Johann Sperl in Buch, 2015

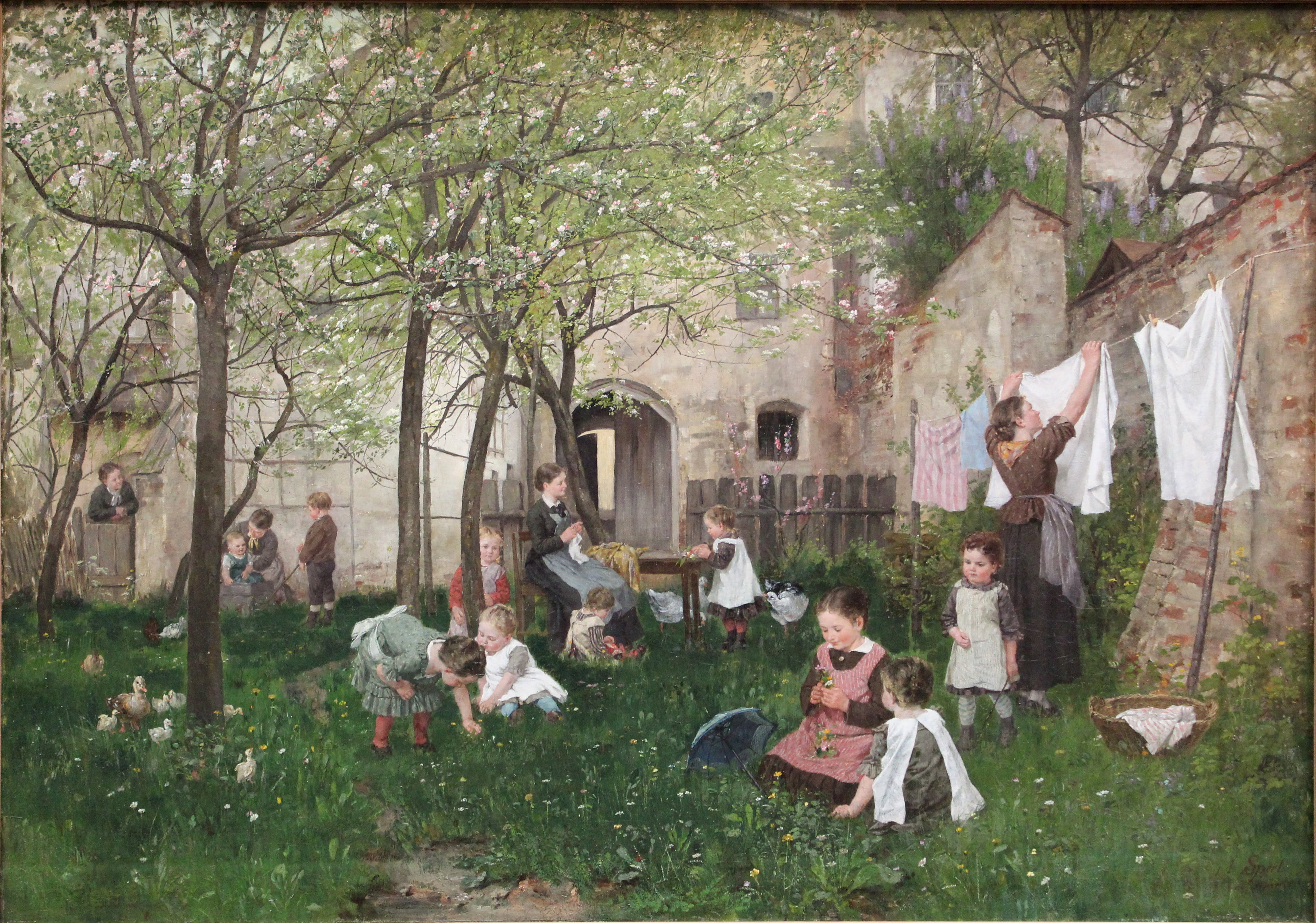
Kindergarten

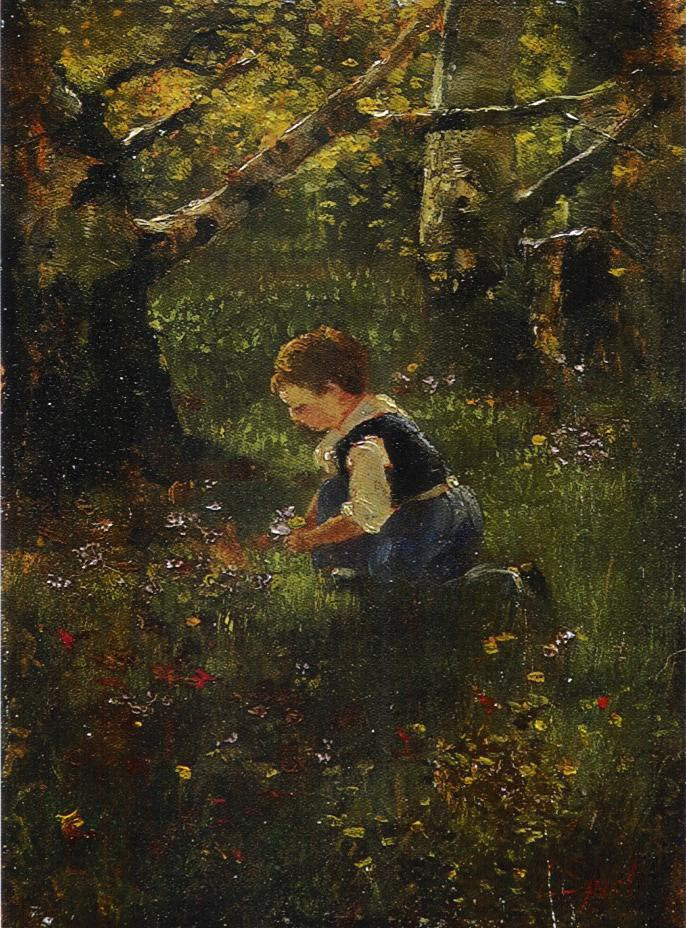
Mädchen beim Blumenpflücken

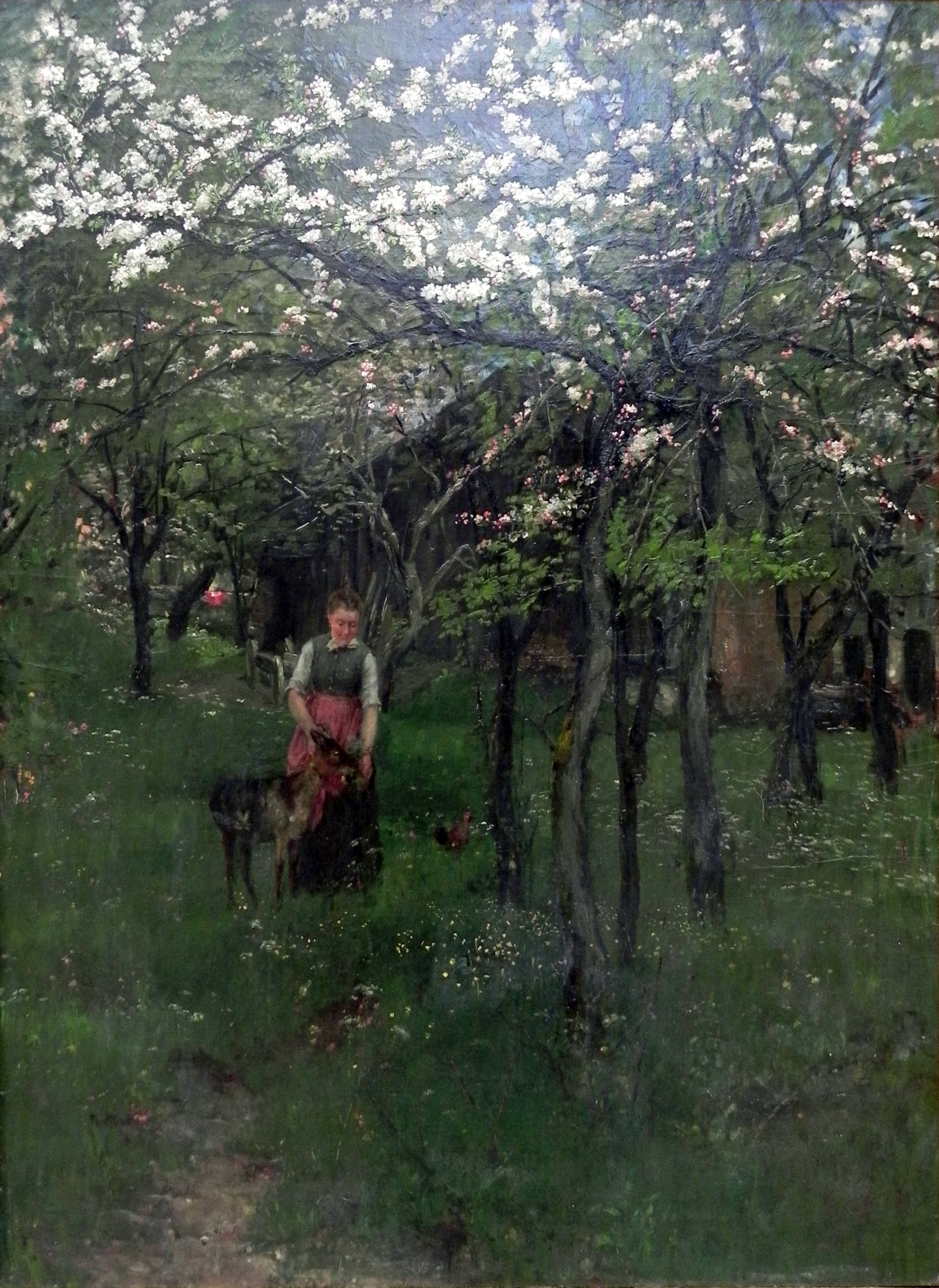
Frühling in Kutterling

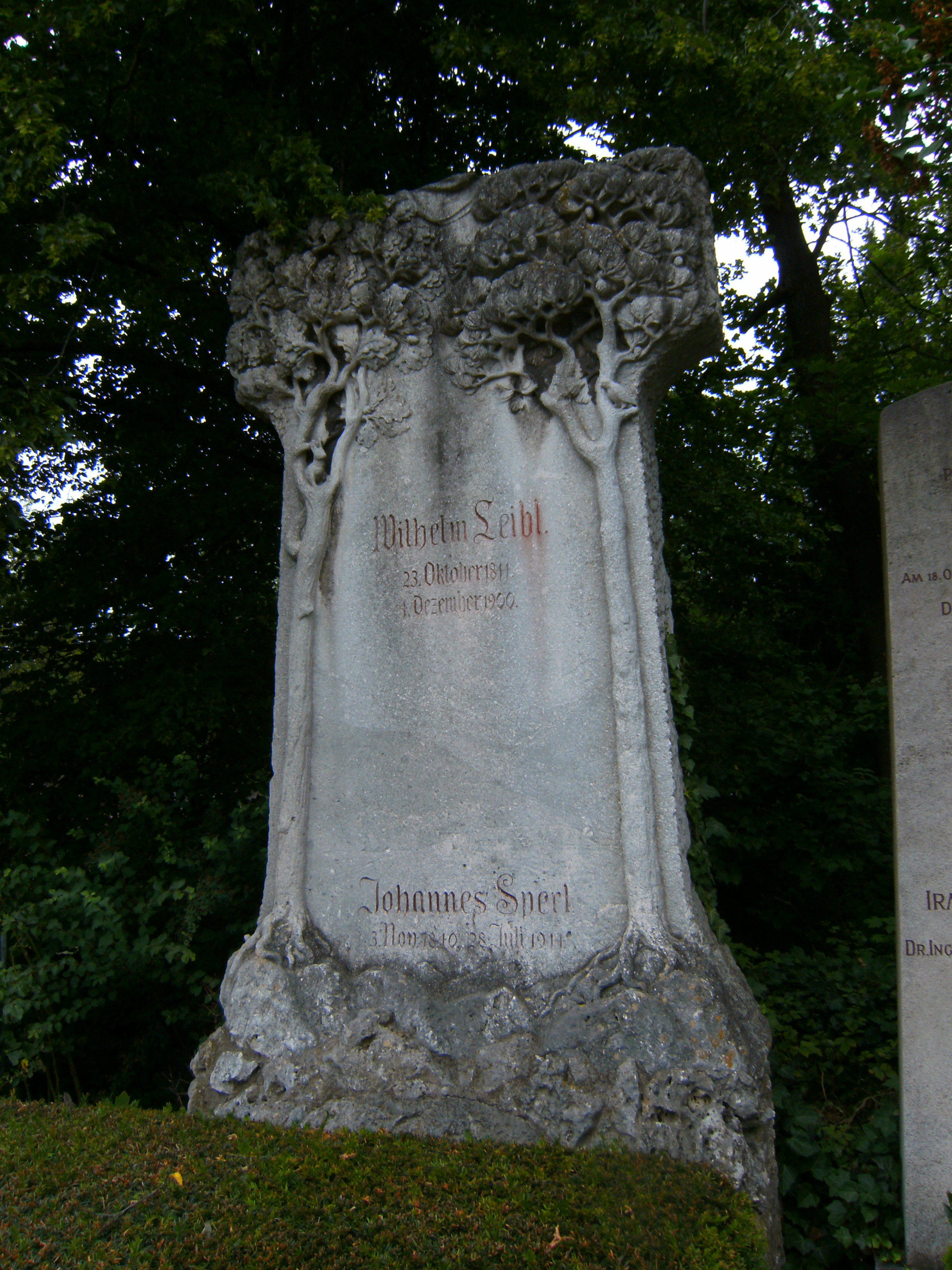
Grabstein für Wilhelm Leibl und Johann Sperl (Maler) auf dem Hauptfriedhof in Würzburg in Abteilung 1, Feld 2, Nummer 29.

Johann Sperl wurde 1840 als einziges Kind protestantischer Eltern in Buch bei Nürnberg geboren. Der Vater stammte aus Erbenreut bei Gräfenberg, arbeitete im Sommer als Tagelöhner bei den Bauern der Umgebung und im Winter als Holzarbeiter im Reichsforst bei Nürnberg. Die in Buch geborene Mutter musste als Haushaltshilfe zum recht bescheidenen Unterhalt mit beitragen. Die Familie wohnte in einem kleinen Nebenhaus eines Bauernhofes. Sperl wurde unter dem amtlichen Namen Spörl geboren.

### Schuljahre
Im Jahre 1846 wurde das Kind in die Volksschule im nahegelegenen Kraftshof aufgenommen, die er 1854 als Klassenbester abschloss. Durch Vermittlung des Dorfpfarrers erhielt Sperl seine erste Lehrstelle in der Allgemeinen Kunstanstalt des Magistrats Geisler in Nürnberg, wo er als Kolorist für Soldaten-Bilderbögen, Kinderbücher und Jugendschriften arbeitete.
1856 starb der Vater. Sperl musste von nun an die mittellose kranke Mutter unterstützen. Da ergab sich nach Abschluss der Lehrzeit bei Geisler die willkommene Gelegenheit, in die Lithographische Anstalt von Pacher in Nürnberg überzuwechseln. Sperl wurde hier zum Lithografen ausgebildet.
Vom Wintersemester 1858/1859 an konnte er sich mit dem Besuch von Zeichenkursen an der Nürnberger Kunstgewerbeschule einen lange gehegten Wunsch erfüllen. Das Institut leitete zu jener Zeit der geachtete, vielseitige Historienmaler und Bildhauer August von Kreling. In der Kunstgewerbeschule lernte Sperl die Maler Rudolf Hirth du Frênes und Theodor Alt kennen, die sich 1865 an der Akademie in München wieder begegneten und später dem engeren Leibl-Kreis angehören sollten. 1863 wurde Sperl zum Leiter einer Lithografischen Anstalt in Arnstadt in Thüringen berufen.

### Akademiezeit
Im Frühjahr 1865 gab Sperl diese Tätigkeit auf, nachdem er sich endlich die nötigen Mittel erworben hatte, um die Akademie in München besuchen zu können. Der junge Sperl durfte mit Recht stolz auf sich sein, dass er diese Talentprobe bestand und im Oktober 1865 gleich in die Malklasse des Historienmalers Hermann Anschütz aufgenommen wurde. 1865 begegnete er zum ersten Mal Wilhelm Leibl, mit dem ihn fortan eine lebenslange Freundschaft verband.
Den Höhepunkt und den Abschluss der Lehrzeit an der Akademie bildete dann die hochberühmte Meisterklasse Karl Theodor von Pilotys, der als Maler großformatiger Historienbilder weit über die Grenzen Münchens bekannt war. Zu seinen fortgeschrittenen Schülern zählten: Hans Makart, Franz von Lenbach, Eduard Grützner, Franz von Defregger, Gabriel Max u. a.

### Studienzeit bei Ramberg
Im Frühjahr 1866 wurde Arthur von Ramberg von Weimar nach München berufen und übernahm dort die Meisterklasse. Sperl, der ein sehr herzliches Verhältnis zu Ramberg gefunden hatte, blieb zunächst weiterhin sein Schüler und verließ die Akademie erst nach dessen Tod Anfang 1875.
Trotz seiner Zugehörigkeit zum Leibl-Kreis hatte die Ausbildung bei Ramberg absolute Priorität, zumal Sperl Anfang der siebziger Jahre künstlerisch so weit gereift war, dass er jetzt auch anspruchsvollere Kompositionen in Angriff nehmen konnte. Von etwa 1875 an ging Sperl von den bisherigen großen vielfigurigen Bildformaten auf kleinere Kompositionen über.
Im Jahre 1878 übersiedelte er mit Wilhelm Leibl nach Berbling, im Dezember 1878 traf Max Liebermann von Venedig kommend, in München ein. Sperl hat Liebermann irgendwann im Laufe des Jahres 1879 vermutlich über Leibl kennengelernt. Anfang der achtziger Jahre begann Sperl sich immer eingehender mit der Landschaftsmalerei zu befassen.

### Letzte Lebensjahre
Ende 1882 siedelte Sperl nach Kraiburg am Inn über, das ihm Freunde wegen seiner schönen Lage empfohlen hatten. 1883 zog Sperl mit Wilhelm Leibl in dessen neu errichtetes Atelier nach Bad Aibling. Im Mai 1899 unternahm Sperl eine Reise nach Italien, er war in Florenz, Siena und Venedig. Die Reise in den Süden konnte ihm keine neuen Impulse vermitteln. Am 24. Mai 1910, einem heißen Frühlingstag, brach der bis dahin ganz in seiner Malerei aufgehende Sperl im Alter von fast siebzig Jahren vor der Staffelei inmitten einer blühenden Wiese oberhalb Kutterlings zusammen. Er hatte einen Schlaganfall erlitten, der zu einer teilweisen Lähmung der rechten Körperhälfte führte. Am 23. Juli 1914, wenige Tage vor Ausbruch des Ersten Weltkriegs, verstarb Johann Sperl. Der letzte Wunsch wurde ihm erfüllt: Man begrub ihn auf dem Hauptfriedhof in Würzburg neben dem Freund Wilhelm Leibl in der I. Abteilung, 50 Meter südlich der Aussegnungshalle.